# Close Rick-counters of the Rick Kind
"Close Rick-counters of the Rick Kind" er den tiende episode i den første sæson af Adult Swims tegnefilmserie Rick and Morty. Den er skrevet af Ryan Ridley, og instrueret af Stephen Sandoval, og den havde premiere 7. april 2014. Titlen refererer til Close Encounters of the Third Kind (1977).
I afsnittet bliver Rick Sanchez fejlagtigt beskyldt for at have dræbt 27 rick'er fra alternative dimensioner og have kidnappet deres respektive Morty'er.
Afsnittet blev set af omkring 1,75 mio. personer, da det blev vist første gang.